# Toto Cutugno
Salvatore Cutugno, conegut pel diminutiu Toto (AFIː /ˈtɔːto kuˈtuɲɲo/; Fosdinovo, 7 de juliol de 1943 - Milà, 22 d'agost de 2023) fou un cantant, compositor, lletrista i presentador de televisió italià.
Participà com a solista, en duet i en grup a 15 edicions del Festival de la cançó italiana guanyant l'edició celebrada el 1980. Quedà 6 vegades segon i una vegada tercer. Ha escrit i produït cançons per altres cantants (entre d'altres Adriano Celentano) entre els anys 70 i 80.

## Participacions en elFestival de Sanremo
- 1976: Volo AZ 504 juntament amb el grup Albatros - 3° posició
- 1977: Gran premio juntament amb el grup Albatros - Finalista
- 1980: Solo noi - Guanyador
- 1983: L'italiano - 5° posició
- 1984: Serenata - 2° posició
- 1986: Azzurra malinconia - 4° posició
- 1987: Figli - 2° posició
- 1988: Emozioni - 2° posició
- 1989: Le mamme - 2° posició
- 1990: Gli amori - 2° posició
- 1995: Voglio andare a vivere in campagna - 17° posició
- 1997: Faccia pulita - 17° posició
- 2005: Come noi nessuno al mondo (juntament amb Annalisa Minetti) - 2° posició. La cançó guanya a la categoria "Classic". A la nit dels duets, cantà la cançó juntament a Rita Pavone
- 2008: Un falco chiuso in gabbia - 4° posició. A la nit dels duets, cantà la cançó juntament a Annalisa Minetti.
- 2010: Aeroplani - No finalista. A la nit dels duets, cantà la cançó juntament a Belen Rodriguez.

## Discografia
- 1976: Come ieri, come oggi, come sempre/Ragazza madre (Carosello, CI 20413)
- 1977: Donna donna mia/Serata come tante (Carosello, CI 20470)
- 1979: Voglio l'anima/'Na parola (Carosello, CI 20477)
- 1980: Solo noi/Liberi (Carosello, CI 20483)
- 1980: Innamorati/Aiò aiò Polinesia (Carosello, CI 20487)
- 1980: Flash/Francesca non sa (Carosello, CI 20489)
- 1980: Voglio l'anima
- 1981: Innamorati
- 1981: La mia musica/Punto e virgola (Carosello, CI 20503)
- 1982: La mia musica
- 1983: L'italiano
- 1983: L'italiano/Sarà (Carosello, CI 20513)
- 1983: Un'estate con te/Non è lontano il cielo (Carosello, CI 20520)
- 1984: Serenata/Serenata (strumentale) (Baby Records, BR-50315)
- 1985: Mi piacerebbe (andare al mare al lunedì)/Come mai (EMI Italiana, 06-1187187)
- 1986: Azzurra malinconia/Vivo (EMI Italiana, 06-1187417)
- 1986: Buonanotte/Anna (EMI Italiana, 06-1187507)
- 1986: Azzurra malinconia
- 1987: Mediterraneo
- 1987: Figli/Amico del cuore (EMI Italiana, 06-1187777)
- 1987: Una domenica italiana/Una domenica italiana (con i Piccoli Cantori) (EMI Italiana, 06-2022237)
- 1988: Emozioni/Emozioni (strumentale) (EMI Italiana, 06-2024327)
- 1989: Le mamme/Strana gelosia (EMI Italiana, 06-2032857)
- 1990: Insieme (EMI Italiana)
- 1990: Gli amori
- 1991: Non è facile essere uomini
- 1992: Insieme
- 1995: Voglio andare a vivere in campagna
- 1997: Canzoni nascoste
- 2002: Il treno va...
- 2005: Come noi nessuno al mondo
- 2008: Un falco chiuso in gabbia

## Programes de televisiói
- 1987/88; Domenica In, Rai Uno, amb Lino Banfi
- 1989/90; Piacere Rai Uno, Rai Uno, amb Piero Badaloni, Simona Marchini
- 1990/91; Piacere Rai Uno, Rai Uno, amb Piero Badaloni, Simona Marchini
- 1991/92; Piacere Rai Uno, Rai Uno, amb Gigi Sabani, Elisabetta Gardini
- 1992/93; Domenica In, Rai Uno, amb Alba Parietti, Jocelyn, Ugo Gregoretti
- 1998/99; I fatti vostri, Rai Due, amb Massimo Giletti, Rita Dalla Chiesa, Stefania Orlando
- 1999/00; I fatti vostri, Rai Due, amb Massimo Giletti, Rita Della Chiesa, Stefania Orlando